# Mykoła Artiuch
Mykoła Mykołajowycz Artiuch, ukr. Микола Миколайович Артюх, ros. Николай Николаевич Артюх, Nikołaj Nikołajewicz Artiuch (ur. 1 stycznia 1945) – ukraiński piłkarz, grający na pozycji obrońcy, trener piłkarski.

## Kariera piłkarska
Wychowanek Szkoły Sportowej w Perwomajsku. Pierwszy trener F.Sawryłow. W 1963 rozpoczął karierę piłkarską w Sudnobudiwnyku Mikołajów. W 1965 bronił barw Łokomotywu Winnica, a potem służył w wojskowym klubie SKA Kijów. W 1971 został zaproszony do Dnipra Dniepropetrowsk. Latem 1973 powrócił do Łokomotywu Winnica, a w 1977 przeniósł się do SKA Kijów, w którym zakończył karierę piłkarza.

## Kariera trenerska
Karierę szkoleniowca rozpoczął po zakończeniu kariery piłkarza. Najpierw trenował zespoły amatorskie Refryżerator Fastów i Maszynobudiwnyk Borodzianka. W 1984 po odejściu głównego trenera Wiktora Łukaszenki do końca roku pełnił obowiązki głównego trenera Dnipra Czerkasy. Od października do końca 1995 roku ponownie tymczasowo prowadził Dnipro Czerkasy. Również trenował mołdawskie zespoły Tiligul Tyraspol i Nasz Kolhoznik Chițcani. Obecnie pracuje na stanowisku głównego trenera amatorskiej drużyny Retro Watutine.

## Sukcesy i odznaczenia

### Sukcesy piłkarskie
Dnipro Dniepropetrowsk
- mistrz Pierwszej Ligi ZSRR: 1971

SKA Kijów
- brązowy medalista Drugiej Grupy Klasy A ZSRR: 1967

### Sukcesy trenerskie
Refryżerator Fastów
- brązowy medalista Mistrzostw Ukraińskiej SRR wśród amatorów: 1981

Maszynobudiwnyk Borodzianka
- wicemistrz 3 strefy Mistrzostw Ukraińskiej SRR wśród amatorów: 1983

### Odznaczenia
- tytuł Mistrza Sportu ZSRR: 1967